# سومروت كامسينغ
سومروت كامسينغ (بالتايلندية: สมรถ คำสิงห์)‏ (مواليد 24 سبتمبر 1971) هو ملاكم تايلاندي، مثّل بلاده في الألعاب الأولمبية الصيفية 1996.

## روابط خارجية
سومروت كامسينغ على موقع اللجنة الأولمبية الدولية (الإنجليزية)
- سومروت كامسينغ على موقع أوليمبيديا (الإنجليزية)